# Charaxes bernardus
Charaxes bernardus är en fjärilsart som beskrevs av Fabricius 1793. Charaxes bernardus ingår i släktet Charaxes och familjen praktfjärilar. Inga underarter finns listade i Catalogue of Life.

## Bildgalleri

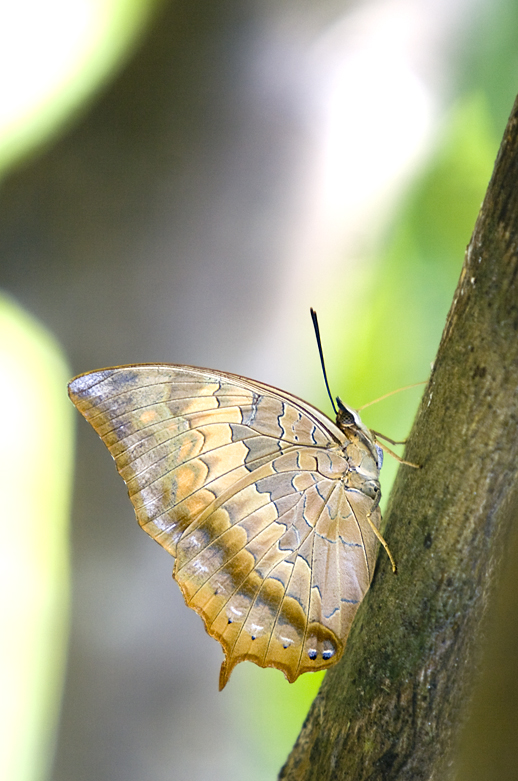
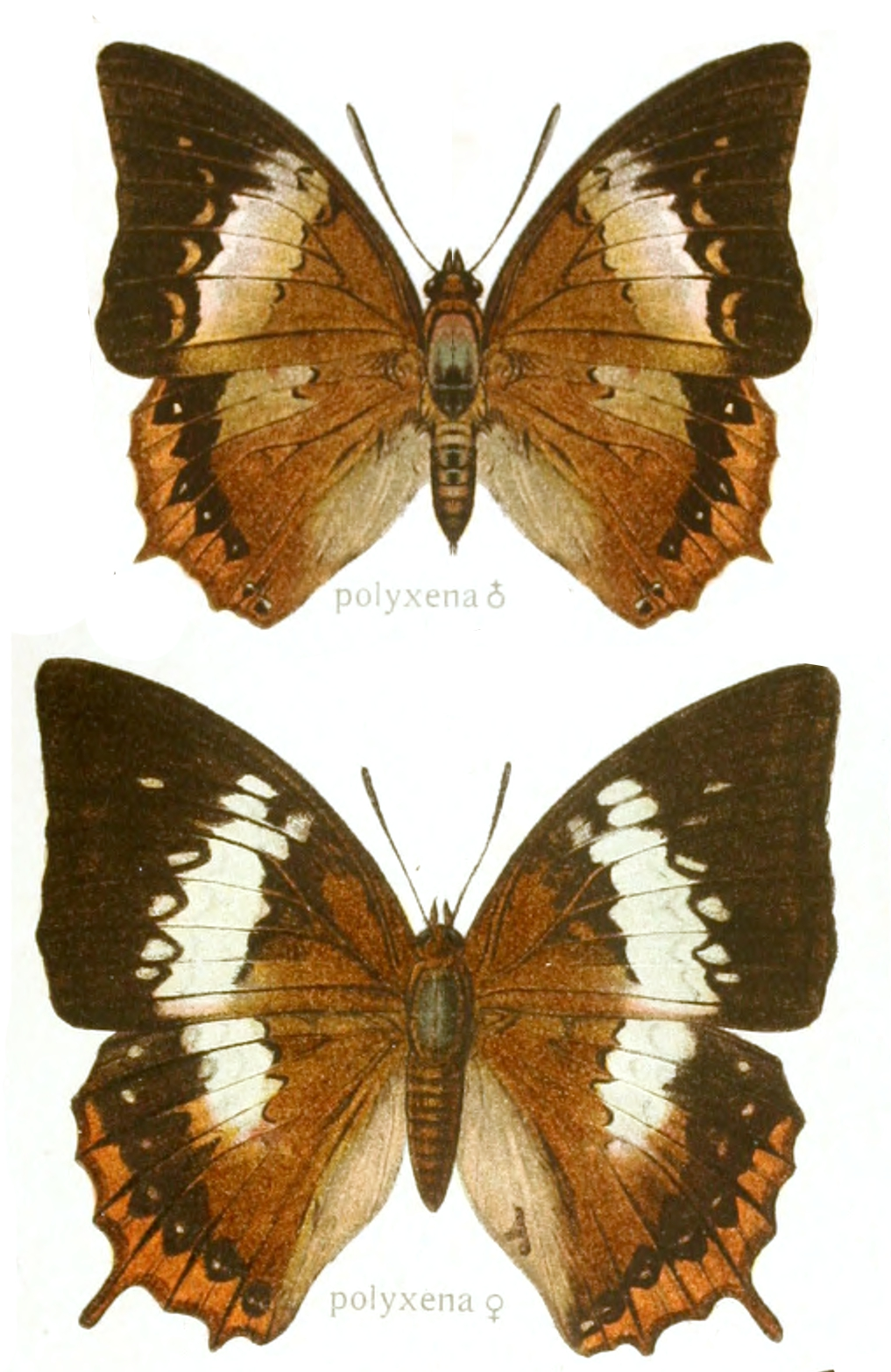
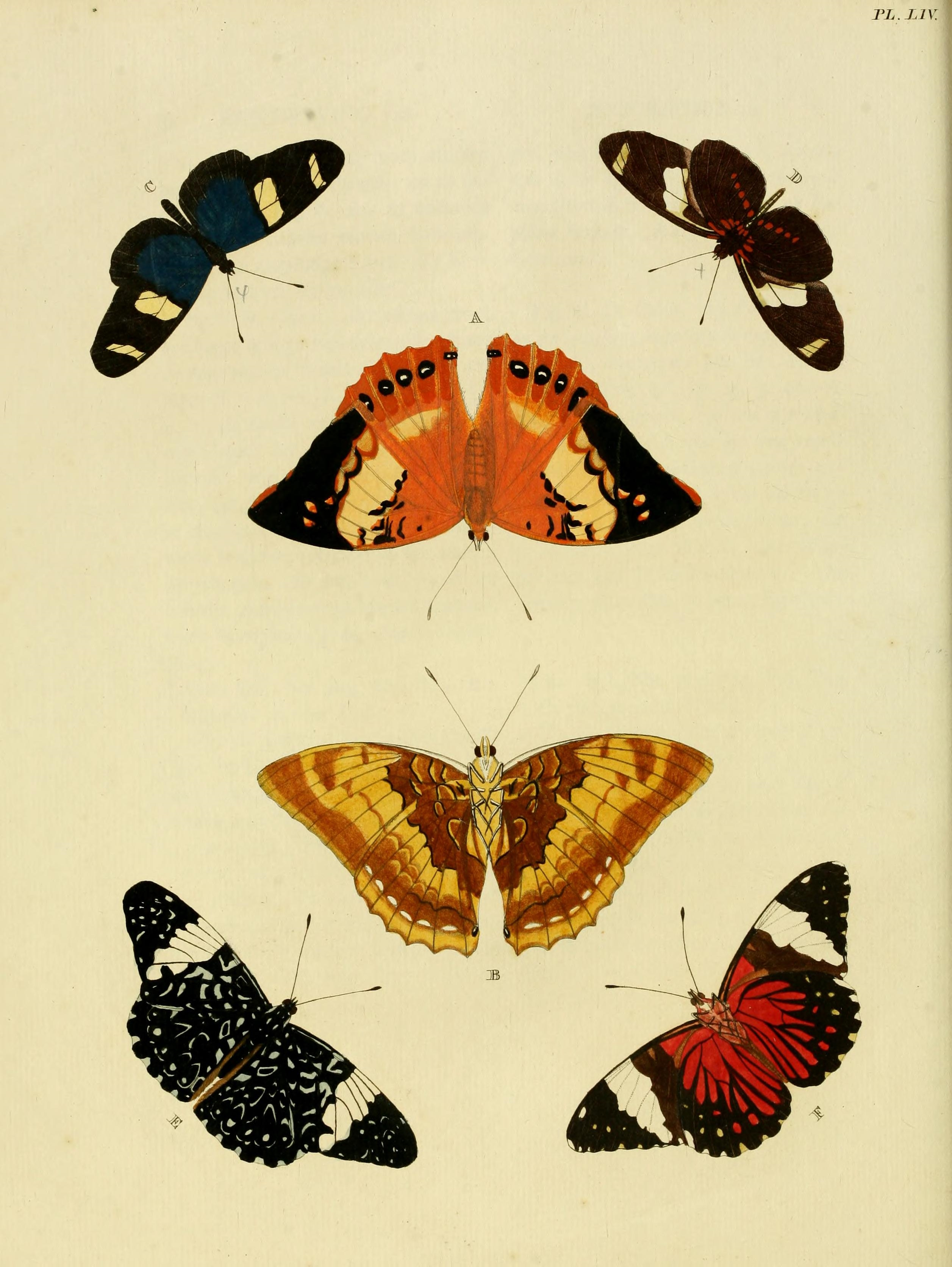
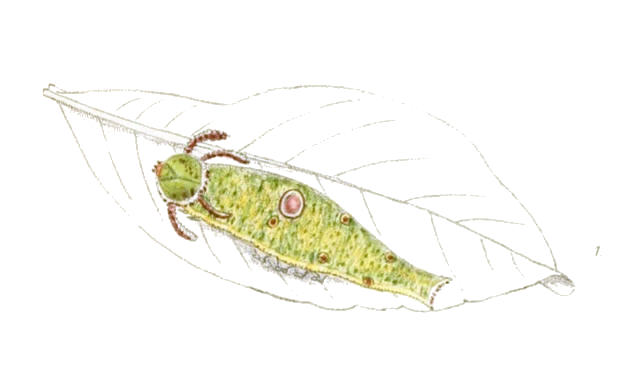
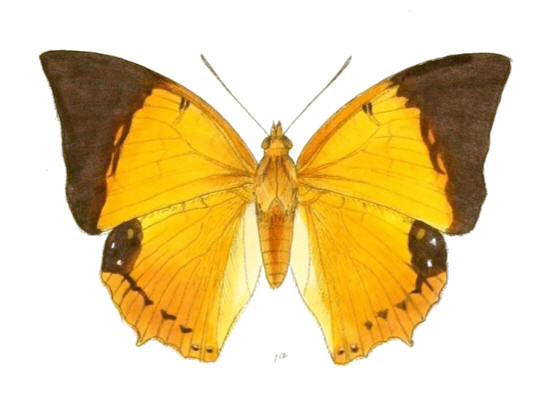
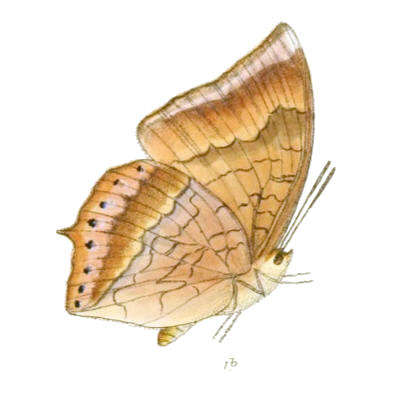
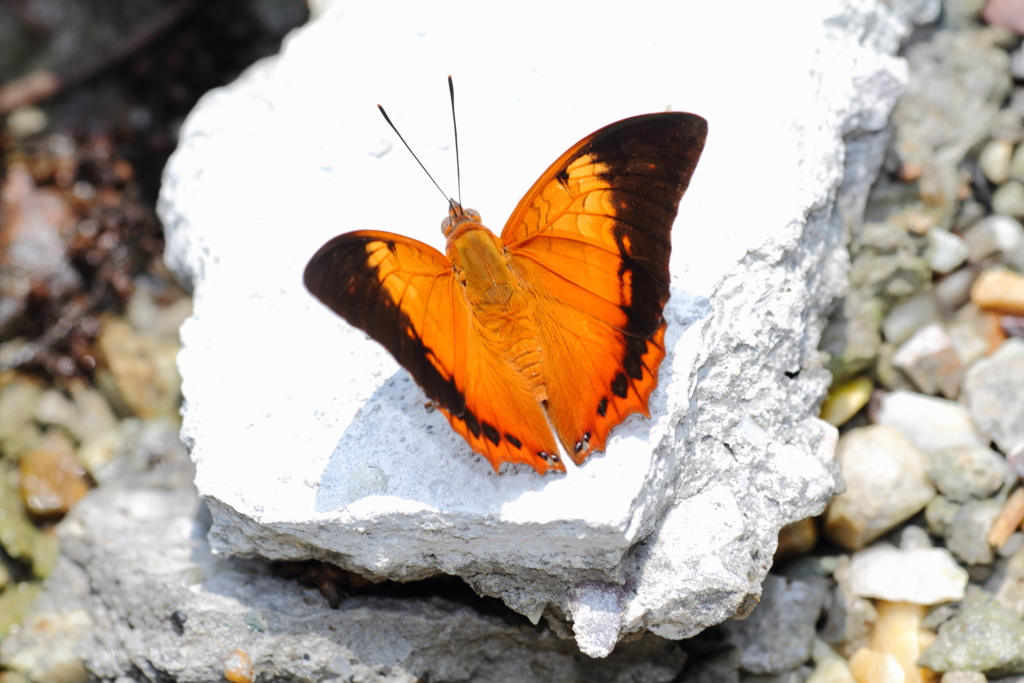